# إنبي
إنبي «الهندسية للصناعات البترولية والكيماوية» أو (بالإنجليزية: Enppi - Engineering For The Petroleum And Process Industries)‏ هي إحدى شركات قطاع البترول المصري والتي تأسست عام 1978 كشركة مساهمة مصرية، وتمتلك الهيئة المصرية العامة للبترول نسبة 97 % من أسهمها. وتعمل الشركة وفقا لأحكام قانون ضمانات وحوافز الاستثمار رقم 8 لسنة 1997، برأس مال مدفوع قدره 220 مليون دولار أمريكي
تم دمج شركة مهارات الزيت والغاز بها في عام 2022

## نشاط الشركة
توفر شركة إنبي حلول متكاملة في مجالات هندسة وتأمين وبناء وخدمات إدارة المشروعات والإشراف لشركات البترول والبتروكيماويات والكهرباء والصناعات الأخرى ذات الصلة داخل مصر وبمنطقة الشرق الأوسط وعالميا.
وتعرف شركة إنبي على أنها شركة هندسة عالمية مع سجل حافل من الإنجازات بالمشاريع داخل وخارج مصر. حيث أنجز حتى الآن أكثر من 850 مشروع استهلكوا أكثر من 27 مليون ساعة عمل خدمات محترفة في مجالات البترول والغاز والتكرير والبتركيماويات ومشاريع صناعية أخرى.

## مساهمات الشركة بقطاع البترول
خلال السنوات ال 10 الماضية، استثمرت الشركة أكثر من 200 مليون دولار أمريكي في شركات البترول والغاز المصرية في محاولة دؤوبة منها لزيادة دورها تجاه نمو الدخل القومي.
وحاليا تنوع الشركة من دورها من خلال المشاركة كشركة رائدة في مجال إعمال شركات القطاع الخاص في مجالات الصناعات البترولية والكيماوية كونها حاملة أسهم بتلك الشركات.
- ميدتاب - الشرق الأوسط للصهاريج وخطوط أنابيب البترول: 19.06%
- ميدور - الشرق الأوسط لتكرير البترول: 10%
- إبروم - المصرية لتشغيل وصيانة المشروعات: 10%
- كارجاس - الغاز الطبيعي للسيارات: 20%
- بتروجيت - المشروعات البترولية والاستشارات الفنية: 2%
- بتروسيف - الخدمات البترولية للسلامة والبيئة: 35%
- خدمات البترول البحرية: 6%
- إيبيك - العالمية لصناعة المواسير: 10%
- روجتك - الإقليمية لنقل تكنولوجيا البترول والغاز: 10%
- بتروسبورت - المصرية للخدمات الرياضية: 19.78%
- فجر المصرية للغاز الطبيعي: 8.3%
- السويس لمهمات السلامة: 10%
- مهارات الزيت والغاز: 10%
- روربمبن مصر: 11%
- المصرية لإنتاج الإسترنكس: 15%
- واحة باريس للمياه الطبيعية: 25%
- المصرية الصينية لتصنيع منصات حفر البترول: 12.5%
- المصرية الهندية لإنتاج البوليستر: 7%
- المصرية لإنتاج ثنائي ميثيل الإيثر: 15%
- المصرية لتطوير مواقع البترول: 25%
- خليج سرت لمشروعات الغاز: 24.5%
- إنفنسيس مصر لنظم العمليات: 25%
- سيناء للغاز: 20%
- العالمية لتصنيع مهمات الحفر: 15%
- تنمية للبترول

## رؤساء الشركة
- وائل لطفي (2024 حتي الان)
- محمد عبد العزيز (2022 - 2024)
- أشرف بهاء (2019 -2022)
- علاء الدين عبد السميع (2018 - 2019).
- محمد حتحوت (سبتمبر 2016 - 2018).[1]
- إمام السعيد (نوفمبر 2014 - سبتمبر 2016).[2]
- عبد الناصر صلاح (يناير 2012 - نوفمبر 2014).[3]
- فخرى عيد (أبريل 2011 - يناير 2012).
- هاني ضاحي (فبراير 2010 - مارس 2011).[4]
- فخري عيد (يناير 2006 - فبراير 2010).[4]
- هاني صالح (مارس 2002 - ديسمبر 2005).[5]
- كمال مصطفى (نوفمبر 1999 - مارس 2002).[6]
- مصطفى شعراوى (يونيو 1995 - نوفمبر 1999).[7]
- مدحت حتاتة (مارس 1990 - يونيو 1995).[8]
- مصطفى الرفاعي (1980 - مارس 1990).[9]